# Квітка-семибарвиця
«Квітка-семибарвиця» (рос. Цветик-семицветик) — казка Валентина Катаєва, написана в 1940 році. Присвячена письменнику Борису Левіну. Вперше опублікована в «Літературній газеті» (10 лютого 1940) та журналі «Мурзилка» (1940 № 2); надалі неодноразово перевидавалася та була включена до дитячих хрестоматій. Твір став основою для мультиплікаційних фільмів «Квітка-семибарвиця» (1948) та «Остання пелюстка» (1977), епізоду одного з випусків кіножурналу «Єралаш», а також однойменної короткометражної стрічки (1968).

## Сюжет
Головна героїня казки — дівчинка Женя — несподівано отримує від незнайомої бабусі чарівну квітку з сімома різнокольоровими пелюстками, здатну виконувати бажання. Для цього необхідно відірвати один з пелюсток і вимовити заклинання:
 Лети, лети, пелюстка,

Через захід, на схід,

Через північ, через південь,

Повертайся, зробивши коло.

Лише торкнешся ти землі.

По-моєму вели.

Женя, яка має сім разів розпорядитися чарівною силою квітки, спочатку використовує його магічну силу нераціонально. Вона просить, щоб квітка повернула бублики, з'їдені вуличним собакою, склеїла вазу, що розбилася, переніс героїню на Північний полюс, а потім повернув назад у двір. Позаздрив дівчаткам, які мають гарні іграшки, Женя «велить», щоб у неї були всі ляльки, м'ячі та велосипеди світу. Коли бажання здійснюється, героїня відриває ще одну пелюсток (той, що фіолетовий) з проханням відправити іграшки назад до магазинів.
У результаті Женя помічає, що в неї залишилася остання (блакитна) пелюстка. Вона вирішує не поспішати та зробити правильний вибір. Роздуми героїні про те, що краще — два кілограми шоколадних цукерок, триколісний велосипед або квитки в кіно і цирк, — припиняються, коли вона знайомиться з хлопчиком Вітею, який сидить біля воріт. Дівчинка пропонує новому знайомому пограти в салочки, проте хлопчик пояснює, що це неможливо: він кульгавий на все життя. За допомогою семиквітки Женя позбавляє Вітю від вічної недуги і знаходить тим самим товариша для ігор.

## Адаптації
В 1948 році вийшов одноймений мультфільм, а в 1968 році одноймений фільм. В 1977 році вийшов мультфільм Остання пелюстка.